# Greenovia
Greenovia is een geslacht van overblijvende planten uit de vetplantenfamilie (Crassulaceae). Het geslacht is kenmerkend voor de Canarische Eilanden en omvat een aantal voor die archipel endemische soorten.
Het geslacht is nauw verwant aan Aeonium en wordt door sommige auteurs als een sectie daarvan beschouwd.

## Naamgeving en etymologie
- Synoniem: Aeonium sect. Greenovia

De botanische naam Greenovia is een eerbetoon aan George Bellas Greenough (1778-1855), een Brits geoloog.

## Kenmerken
Greenovia-soorten zijn overblijvende, kruidachtige planten, met korte, onvertakte stengels en alleenstaande, overwegend kleine, fraaigevormde bladrozetten. De bladeren zijn dicht viltig behaard of berijpt, met een hyaliene bladrand.
De bloeiwijze is een kegelvormige tros. De bloemen dragen 18 tot 32  kroonblaadjes.

## Habitat en verspreiding
Greenovia-soorten groeien op zonnige of licht beschaduwde plaatsen op verweerde vulkanische bodem, van 150 tot 2300 m hoogte.
Het geslacht is inheems op de westelijke Canarische eilanden Tenerife, La Palma, El Hierro, La Gomera en Gran Canaria. Vier soorten zijn endemisch op deze eilanden.
Verder komen ze voor op Madeira, in Marokko en in Oost-Afrika.

## Taxonomie
Naargelang de auteur wordt Greenovia beschreven als een apart geslacht of als een sectie van het grotere geslacht Aeonium, onder de naam Aeonium sect. Greenovia. 

### Soorten
- Greenovia aizoon Bolle
- Greenovia aurea (C. Sm. ex Hornem.) Webb & Berthel.
- Greenovia aureazoon
- Greenovia diplocycla Webb ex Bolle
- Greenovia dodrantalis (Willd.) Webb & Berthel.
- Greenovia gracilis

G. aizoon · G. aurea · G. aureazoon · G. diplocycla · G. dodrantalis · G. gracilis
Adromischus · Aeonium · Aichryson · Chiastophyllum · Cotyledon · Crassula · Diamorpha · Dudleya · Echeveria · Graptopetalum · Greenovia · Hylotelephium (Hemelsleutel) · Hypagophytum · Jovibarba · Kalanchoe (Kalanchoë) · Lenophyllum · Monanthes · Orostachys · Pachyphytum · Perrierosedum · Phedimus (Vlak vetkruid) · Pistorinia · Prometheum · Pseudosedum · Rhodiola · Rosularia · Sedum (Vetkruid) · Sempervivum (Huislook) · Thompsonella · Tylecodon · Umbilicus · Villadia